# Крестовоздвиженский храм (Тверь)
Церковь Воздвижения Креста Господня — утраченный православный храм, располагавшийся в Твери на пересечении улицы Новая Заря с 1-м Клубным переулком в Затверечье. Улица Новая Заря до революции назвалась Крестовоздвиженской.

## История
Воздвиженский храм в Твери существовал ещё в XIV веке, но его местоположение было неизвестно. Церковь на этом месте известна с XVI века.
Каменный Крестовоздвиженский храм был построен в 1763 году. Имел три престола: в честь Воздвижения Креста Господня, Святителя Пантелеймона и Казанской иконы Божией Матери. Придел Великомученика Пантелеймона был устроен в 1878 году на средства тверского купца Буракова.
В советское время храм был уничтожен, данных о времени утраты в большей части источников нет. По некоторым сведениям, храм был разрушен бомбой во время немецкой оккупации.

## Архитектура
Основной объём храма представлял собой большой четверик с трапезной и высокой колокольней. Церковь завершалась пятью главами. Колокольня имела два яруса, завершалась длинным шпилем.